# Land of the Midnight Sun
 Land of The Midnight Sun  es el primer álbum solista del guitarrista norteamericano de Jazz fusión Al Di Meola. Fue producido por él mismo y publicado por Columbia Records en 1976. "Land of the Midnight Sun" llegó al puesto 129 de Billboard en los Estados Unidos en 1976.

## Canciones
Todas las canciones compuestas por Al Di Meola, excepto las indicadas:
1. "The Wizard" (Mingo Lewis) - 6:46.
2. "Land of The Midnight Sun" (Dedicada a Chick Corea) - 9:10.
3. "Sarabande From Violin Sonata in B Minor" (Johann Sebastian Bach) - 1:20.
4. "Love Theme from "Pictures of The Sea"" - 2:25.
5. "Suite-Golden Dawn"
a. "Morning Fire" (1:15).
b. "Calmer of the Tempests" (1:12).
c. "From Ocean to The Clouds" (7:22).
6. "Short Tales from The Black Forest" (Chick Corea) - 5:41.

## Músicos
- Al Di Meola: Guitarras, campanas, sintetizadores, voces y gong.
- Mingo Lewis: Percusión y teclados.
- Anthony Jackson y Jaco Pastorius: Bajo.
- Stanley Clarke: Bajo y voces en "Love Theme from "Pictures of the Sea"".
- Steve Gadd, Lenny White y Alphonse Mouzon: Batería.
- Barry Miles: Teclados.
- Patty Buyukas: Voz en "Love Theme from "Pictures of The Sea"".
- Chick Corea: Piano acústico y marimba en "Short Tales of the Black Forest".